# Niklot
Niklot (1090 – srpen 1160) byl od roku 1131 knížetem Obodritů, Chyžanů a Črezpěňanů. Byl pánem na Zvěříně, Quetzině a Malchově. Po dobu třiceti let odolával tlaku saských vévodů, především Jindřicha Lva, během germánské expanze na východ. Byl významným odpůrcem christianizace Polabských Slovanů.

## Životopis
Místo narození Niklota není známo. Po smrti obodritského knížete Jindřicha Lubeckého († 1127), syna blahoslaveného knížete-mučedníka Gotšalka († 1066) se zřekl křesťanství a vrátil se k podpoře tradiční pohanské víry.
Niklotův odpor saskému vlivu začal, když římský císař Lothar III. ze Supplinburgu (vládl 1125 – 4. prosince 1137, do své smrti), prodal obodritskou zemi  v roce 1129 (po zavraždění obodritského knížete Svatopluka) dánskému princi Knutovi Lavardovi. Spolu s Pribislavem, synem knížete Jindřicha Lubeckého, vedli odboj jak proti Lotharovi III., tak také proti Knutovi Lavardovi. Po zavraždění Knuta Lavarda roku 1131 si Niklot a Pribislav rozdělili obodritské území, přičemž Niklot získal východní země. Za účelem oslabení Pribislavova vlivu se Niklot spojil se saským hrabětem Adolfem II. Holštýnským, který umožňoval výpady Slovanů na území Dánů.

Spojenectví se Sasy skončilo roku 1147, kdy byla proti pohanským Slovanům vypravena Venedská křížová výprava. Niklot odolal obléhání své pevnosti v Dobíně, ale byl donucen platit křesťanským křižákům tribut[zdroj?]. Následně vyjednal mírovou smlouvu s Adolfem Holštýnským, Jindřichem Lvem a Jindřichem Ratiborským.
Roku 1158 Valdemar I. Veliký, král dánský, získal za úplatu pomoc Jindřicha Lva při dánské odvetě vůči Slovanům. Roku 1160 saská a dánská aliance zaútočila na Slovany. Dánové vyplenili pobřežní území a útočili na kmen Ránů. U hradu Werle padl Niklot do léčky Sasů a v nastalé potyčce byl zabit. Obodritské území pak bylo rozděleno mezi křesťanské šlechtice. Niklotovou smrtí skončila slovanská vláda na území Meklenburska až po hranici tvořenou řekou Pěnou. Niklotův syn Pribislav roku 1167 obnovil vládu rodu v Meklenbursku, ale již jako saský vazal.